# Serixia albosternalis
Serixia albosternalis là một loài bọ cánh cứng trong họ Cerambycidae.